# Rubus melanodermis
Rubus melanodermis är en rosväxtart som beskrevs av Wilhelm Olbers Focke. Rubus melanodermis ingår i släktet rubusar, och familjen rosväxter. Inga underarter finns listade i Catalogue of Life.